# Gruppo Kairos
Kairos è una società italiana che opera nel settore del private banking e dell'asset management.
Il Gruppo nasce nel 1999 come un’iniziativa imprenditoriale nel settore del risparmio gestito. Ha circa 5 miliardi di euro di patrimoni in gestione e sedi a Milano, Roma, Torino e Londra. Dopo essere stata acquisita nel 2018 dal gruppo svizzero Julius Baer, dalla fine del 2023 è controllata dalla società italiana Anima Holding.

## Storia
Nata come piccola boutique di asset management, fondata a Milano da Paolo Basilico e tra le prime a lanciare in Italia gli hedge fund,  nel 2012 il 19,9% del capitale di Kairos è acquisito dal gruppo svizzero Julius Baer con l'obiettivo di una collaborazione nel settore del wealth management. L'operazione avviene in questo modo: Kairos acquisisce il 100% di Julius Baer SIM SpA, integrandone le attività, mentre il gruppo elvetico rileva la partecipazione di minoranza pari al 19,9% di Kairos. Dall'integrazione delle attività dei due gruppi nasce nel giugno 2013 Kairos Julius Baer SIM SpA.
Nel 2016 gli svizzeri, che dopo la cessione nel 2009 di Gam Investments pensano ora di ritornare nel settore dell'asset management con una serie di acquisizioni in Europa, portano la loro quota all'80%, lasciando sempre la guida a Basilico mentre presidente è nominato Fabrizio Rindi. Nel gennaio 2018 gli svizzeri rilevano per 96 milioni di euro anche la quota del 20% che a loro mancava. Basilico resta come CEO per poi cedere l'incarico il 16 aprile 2019 a Fabio Bariletti con il cambio di strategia della banca svizzera che intende cedere alcune attività tra cui proprio Kairos. Tra i pretendenti Mediobanca e alcuni fondi di private equity, in parte defilati, creando forti tensioni all'interno della società. Alla fine di agosto Bariletti si è dimesso dall'incarico (sostituito ad interim da Fabrizio Rindi) e Julius Baer ha deciso di non vendere più.
Nell'ottobre 2020 Julius Baer decide di ridurre al 70% la quota di controllo lasciando il 30% ad alcuni soci e gestori storici del gruppo: Guido Brera, Rocco Bove e Massimo Trabattoni.
Nel marzo 2021 si è rafforzata ulteriormente la presenza del top management nell'azionariato del Gruppo con l'ingresso nel capitale anche di Alberto Castelli, neo CEO e Caterina Giuggioli, Sales Director.
Nel 2023 Julius Baer mette in vendita il suo 70% di Kairos. Due gli interessati all'acquisto: il gruppo svizzero Zurich, che vorrebbe rilevare anche il 30% del capitale in mano al top management, e Anima Holding, la società italiana che gestisce un patrimonio di 190 miliardi e che ha tra i suoi azionisti Banco Bpm, Poste Italiane, il Fondo strategico di Maurizio Tamagnini e il gruppo Caltagirone. Con Anima, presieduta da Patrizia Greco e guidata da Alessandro Melzi d'Eril, i detentori del 30% di Kairos rimarrebbero nel capitale. Il 16 novembre 2023 l'annuncio: Kairos è ceduta ad Anima Holding per una cifra tra i 20-25 milioni di euro.

## Le società del Gruppo
Il Gruppo Kairos è composta da tre società:
- Kairos Partners SGR S.p.A., con sede a Milano, Roma e Torino opera nelle gestioni patrimoniali, nei fondi comuni, nelle Sicav e nei fondi alternativi (autorizzata da Bankitalia, regolata da Bankitalia e Consob) oltre che nel private banking e wealth management;
- Kairos Investment Management Limited, basata a Londra, opera nella gestione di fondi alternativi e fondi multimanager (autorizzata e regolata dal Financial Conduct Authority);
- Kairos Investment Management S.p.A. è la holding del Gruppo a cui fanno capo le altre società.